# Ițhak Navon
Itzhak Navon (în ebraică יצחק נבון, n. 9 aprilie 1921, Ierusalim, Palestina sub mandat britanic – d. 7 noiembrie 2015, Ierusalim, Palestina) a fost un om politic, diplomat și om de litere israelian. A fost președinte al Israelului în perioada 19 aprilie 1978 - 5 mai 1983.

## Familia și tinerețea
Itzhak Navon s-a născut la Ierusalim la 9 aprilie 1921 într-o veche familie evreiască sefardă. El este, din partea mamei, unul din descendenții familiei cabalistului Haim Ben Attar din Essaouira, Maroc care s-a stabilit la Ierusalim în 1884 ,iar din partea tatei, descendent al familiei lui Baruh Mizrahi, cea mai veche familie evreiască revenită (din Turcia) la Ierusalim în 1670. Cunoștea limba arabă din copilărie.
După ce a urmat școli religioase evreiești, între care cea de pe muntele Scopus, Itzhak Navon a învățat la liceul prestigios de pe lângă Universitatea Ebraică din Ierusalim. Apoi a studiat limba și literatura arabă, cultura islamică și pedagogia la aceeași universitate.

## Începuturile carierei - Diplomat și secretar al lui Ben Gurion
A condus secția arabă a mișcării de rezistență evreiești Hagana la Ierusalim. Între anii 1946-1949 și, respectiv, între 1949-1951 a servit ca diplomat la reprezentanțele diplomatice ale Israelului în Uruguay și Argentina. 
În anul 1951 a devenit secretarul politic al ministrului de externe Moshé Sharet, iar între anii 1952-1963 a fost șeful cabinetului primilor miniștri Moshé Sharet) (1953-1955) și, mai ales, David Ben Gurion (1952-1953, 1955-1963).

## Activitatea politică și în învățământ
Între anii 1963 - 1965 a deținut funcția de director al departamentului de cultură al Ministerului israelian al învățămantului și culturii și în această calitate a inițiat și aplicat programul de eradicare a analfabetismului,o acțiune amplă de predare a limbii ebraice în rândurile populației adulte.
În anul 1965 a fost ales în Knesset din partea Listei muncitorești israeliene Rafi (formația politică creată de Ben Gurion după excluderea sa din Partidul Mapai). După reunirea fracțiunilor social democrate Mapai, Rafi și
Ahdut Haavoda - Poaley Tzion în 1968 în cadrul comun al Partidului Muncii, a devenit deputat al acestui partid.
Între anii 1972 - 1978 a exercitat Itzhak Navon funcția de președinte al Comitetului Executiv al Organizației Sioniste, iar după decesul lui Reuven Barkat a fost pentru scurt timp președinte interimar al Knessetului. În timpul cele de-a 6-a și a 7-a legislaturi a fost vicepreședinte al Knessetului , iar in cea de-a 8-a - a fost președintele comisiei parlamentare de externe si securitate. La 18 aprilie 1978 a fost ales de către Knesset în funcția de președinte al Statului. 

## Navon - președinte al Israelului

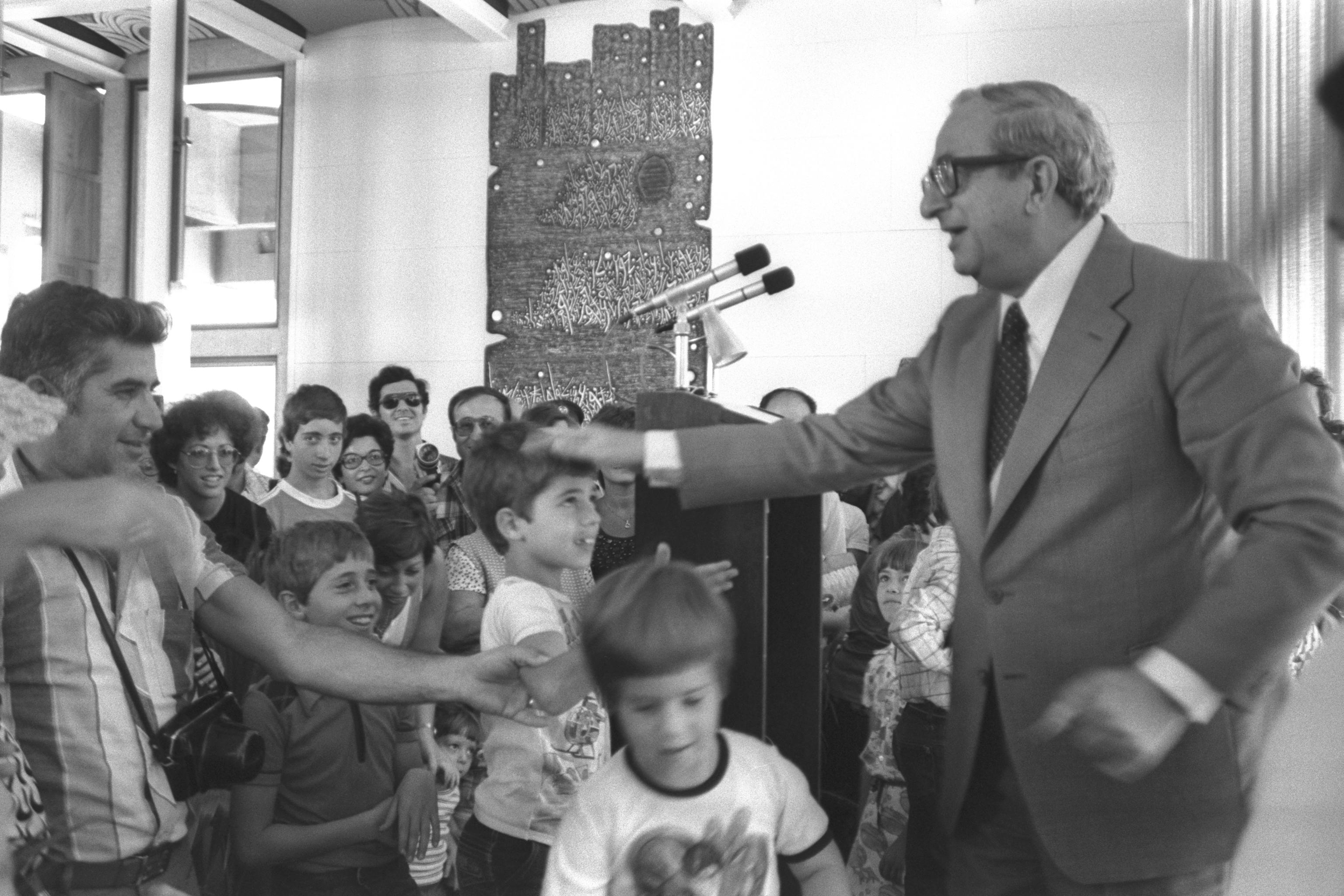
Itzhak Navon primind poporul în Casa Președintelui cu ocazia sărbătorii Sukot, 1979

La data de 22 Yiar 5738 după calendarul ebraic, 29 mai 1978, a fost instalat Itzhak Navon la Casa președinților statului. 
Ca posesor al unei bogate culturi evreiești, arabe si generale , popular și respectat în rândurile tuturor comunităților din țară, având și prestigiul de reprezentant al vechii elite evreiești sefarde din Ierusalim, Itzhak Navon a conferit o notă aparte oficiului de șef al statului.
Itzhak Navon a fost căsătorit cu Ofira (1936 - 1994),născută Reznikov - Erez la Tel Aviv, cu 15 ani mai tânără, de profesie psiholoagă de reabilitare, câștigătoare în tinerețe a unui concurs internațional de frumusețe la Paris. Soții Navon au fost primul cuplu prezidențial din Israel care au crescut copii mici la sediul președinției statului (o fetiță adoptată, Naama, și un băiețel, Erez). Ofira Navon s-a distins prin activitatea ei publică în folosul copiilor handicapați și din familiile sărace. De asemenea, în cursul confruntării cu cancerul de sân (căruia i-a căzut până la urma victimă după un deceniu) ea a acționat pentru trezirea conștienței în rândurile populației asupra necesității depistării timpurii și a combaterii acestei boli grave.
Itzhak Navon a exercitat funcția de președinte până în 1983. În 1982,după masacrul de arabi palestinieni din taberele Sabra și Shatila de către Falangele libaneze, în timpul prezenței armatei israeliene în Liban, președintele Navon s-a numărat printre personalitățile care au cerut anchetarea împrejurarilor acestei tragedii de către o comisie de stat specială.

## Ministru al învățământului și viceprim ministru
Alegând să nu candideze pentru o a doua cadență ca președinte, Navon a decis să participe la alegerile pentru conducerea partidului său,Partidul Muncii. A fost unicul președinte al Israelului care s-a întors la viața politică dupa ce a funcționat ca șef al statului.
Ales din nou în Knesset, a devenit viceprim-ministru (1984 - 1988) și ministru al învățământului în guvernul de uniune națională, între anii 1984-1990. În 1992 și-a încheiat activitatea parlamentară și a părăsit definitiv viața politică.

## Activitatea obștească în ultimii ani
În anul 1992 Itzhak Navon a condus consiliul însărcinat cu organizarea manifestărilor de comemorare a 500 de ani de la alungarea evreilor din Spania.
Dupa 1992 Navon a condus mai multe organizații publice, între care societatea Neot Kedumim care se ocupă cu reconstituirea peisajelor si a vegetației descrise în textele Scripturii și în Talmud, Academia de muzică și dans din Ierusalim, Autoritatea națională pentru cultivarea limbii ladino, de asemenea, el a prezidat Fondul "Keren Avraham" destinat încurajării înțelegerii și co-existenței evreo-arabe în Israel.
În 1996 a fost chemat să prezideze comisia care a anchetat scandalul aruncării în secret a donațiilor de sânge ale imigranților evrei din Etiopia (care au venit în țară cu un procent mai crescut de purtători ai virusului SIDA).
Itzhak Navon a încetat din viață în locuința sa din Ierusalim în anul 2015, la vârsta de 94 ani.
A avut un fiu, Erez, și o fiică, Naama.
În anul 2008 s-a căsătorit a doua oară, cu creatoarea de modă Miri Shafir, născută Loewental, de 71 ani, care a divorțat de primul ei soț, și pe care a cunoscut-o din anul 1995.

## Opere literare
Itzhak Navon a scris între altele ,ajutându-se de colaborarea muzicologului și cântărețului Itzhak Levi textul unui spectacol bazat pe folclorul laic și religios al evreilor sefarzi din vremea de după izgonirea din Peninsula Iberică, numit "Romancero sefard" (1968). Stelele spectacolului au fost cântărețul Yehoram Gaon și actorul Yossi Banay. Mai apoi , în 1970 Navon a scris textul pentru un musical numit "Bustan spaniol" format din scene si anecdote descriind modul de viață, obiceiurile și cântecele evreilor sefarzi din cartierul Ohel Moshe din Ierusalim. Spectacolul s-a bucurat de un succes colosal, pe care l-a repetat într-o versiune nouă in 1998 la teatrul național Habima.
În cadrul ceremoniei oficiale de ziua independenței a Israelului în 2007 Itzhak Navon a fost printre persoanele evidențiate care au aprins o făclie, în semn de cinste pentru contribuția sa la viața capitalei Ierusalim.